# Stora Stenlägnen
Stora Stenlägnen är ett skär i Åland (Finland). Det ligger i Skärgårdshavet och i kommunen Kökar i landskapet Åland, i den sydvästra delen av landet. Ön ligger omkring 69 kilometer öster om Mariehamn och omkring 220 kilometer väster om Helsingfors.
Öns area är 0,7 hektar och dess största längd är 140 meter i sydväst-nordöstlig riktning. Trakten är glest befolkad. Närmaste större samhälle är Kökar, 12,7 km nordväst om Stora Stenlägnen.